# Pachyschelus fasciatus
Pachyschelus fasciatus es una especie de escarabajo joya del género Pachyschelus, familia Buprestidae. Fue descrita científicamente por Gory en 1841.